# Ашшур (город)
Ашшур или Ассур (аккад. 𒆳𒀀𒋩𒆠, ассир. ܐܵܫܘܿܪ) — столица Древней Ассирии, первый город, построенный ассирийцами и названный в честь ассирийского главного бога Ашшура.

## История

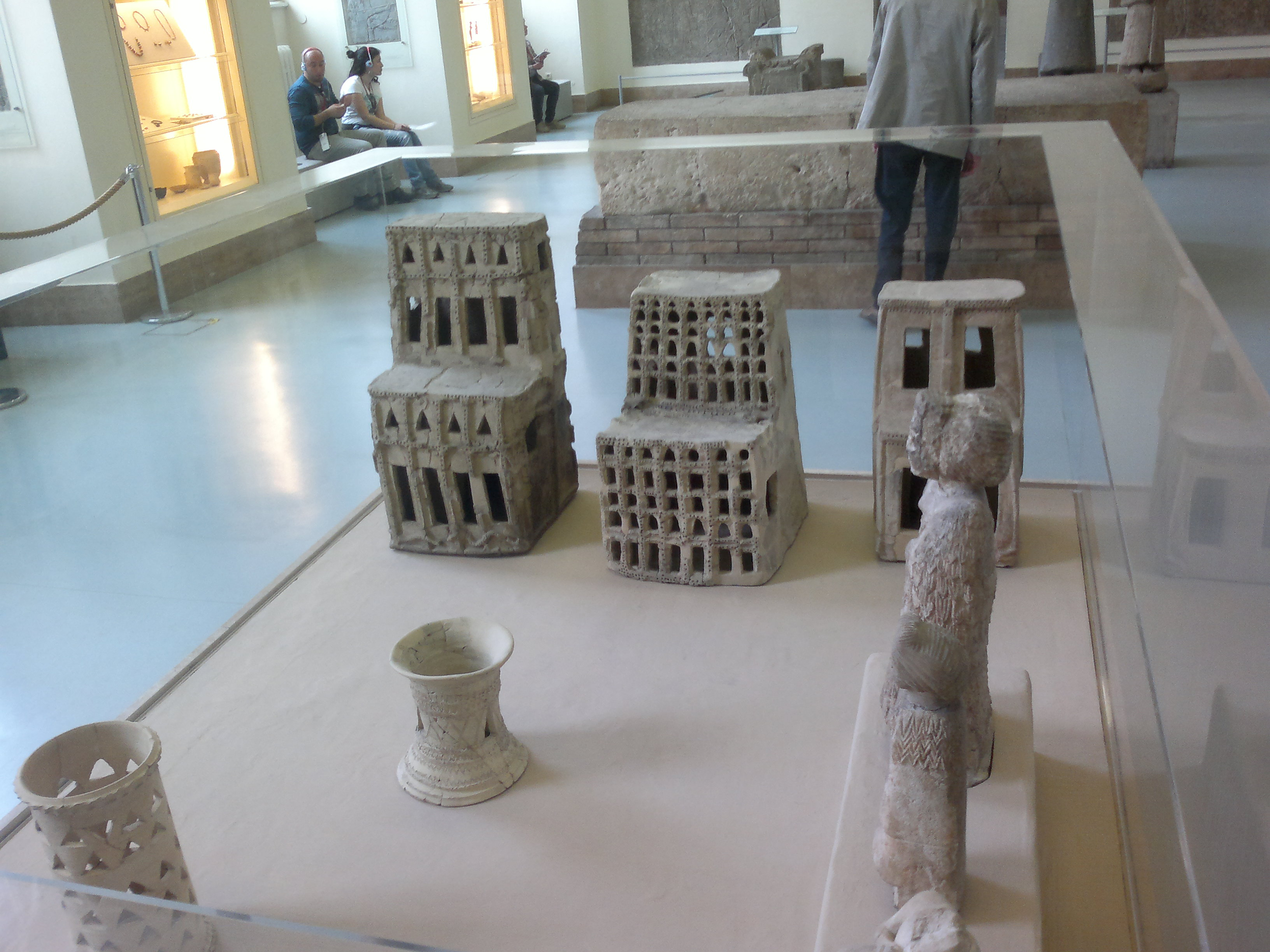
Инсталляция архаического храма Иштар с храмовым инвентарём (курильницы, ступенчатый алтарь) и статуэтками молящихся. Ашшур, ок. 2400 года до н. э. Пергамский музей в Берлине

Ухудшение климата на Аравийском полуострове во второй половине III тысячелетия до нашей эры вызвало переселение оттуда семитских племён к среднему течению Евфрата и далее на север и восток. Северной группой этих семитских переселенцев были ассирийцы, тесно связанные по происхождению и языку с племенами, расселившимися на той части Месопотамии, где Евфрат приближается к Тигру, и получившими название аккадцев.
Города, впоследствии составившие ядро ассирийского государства (Ниневия, Ашшур, Арбела и др.), до XV века до н. э., по-видимому, не представляли собой единого политического или даже этнического целого. Сначала Ашшур был центром сравнительно небольшого, «номового», преимущественно торгового государства, в котором ведущую роль играли купцы. Ассирийское государство до XVI века до н. э. называлось «алум Ашшур», то есть город или община Ашшур. Используя близость своего города к важнейшим торговым путям, купцы и ростовщики Ашшура проникли в Малую Азию и основали там свои торговые колонии.

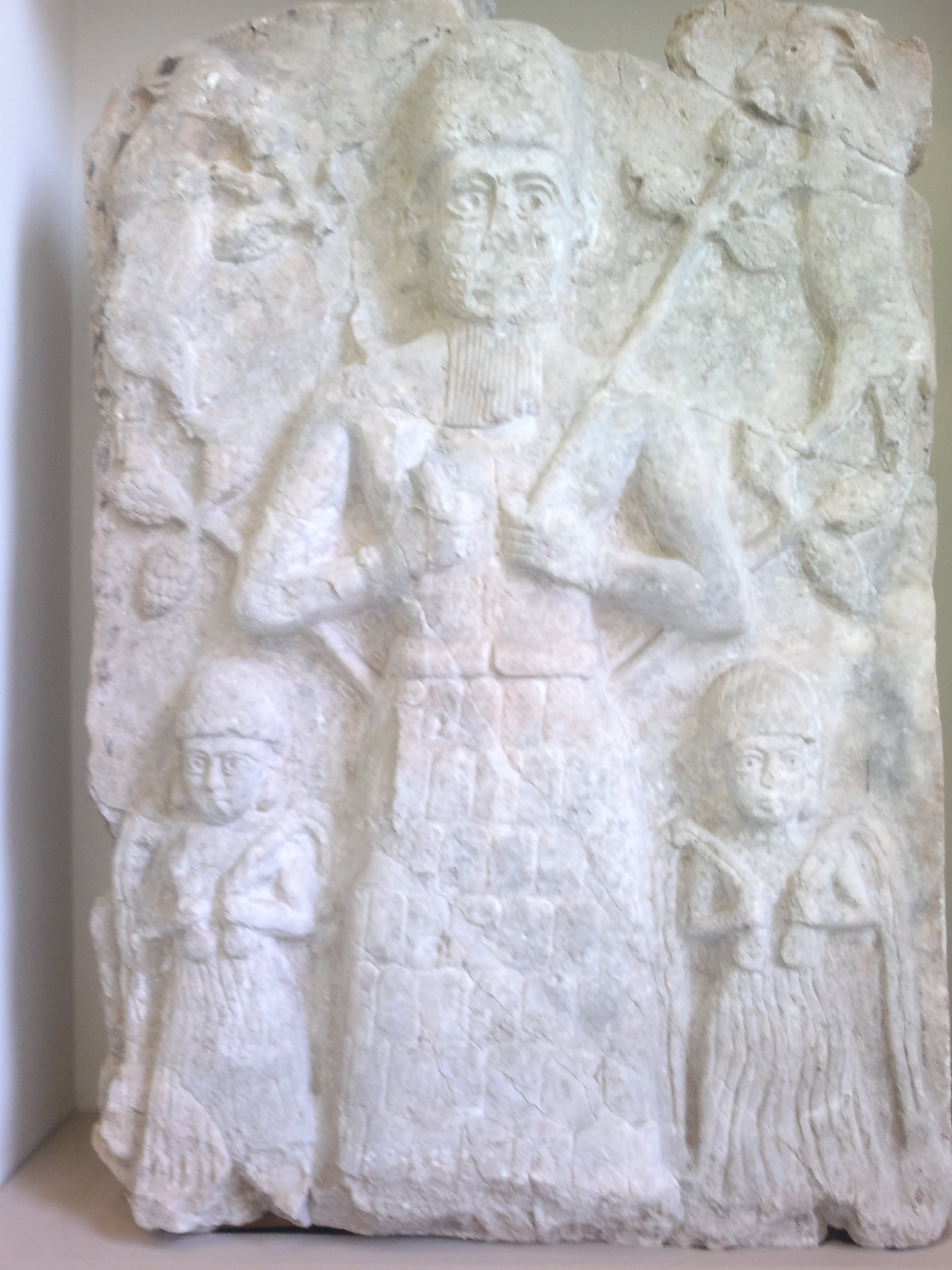
Культовый рельеф бога города Ашшур, I половина II тысячелетия до н. э. Пергамский музей в Берлине

Правитель Ашшура носил титул ишшиаккум (аккадизация шумерского слова «энси»). Его власть была практически наследственной, но не полной. Он ведал почти исключительно делами религиозного культа и связанным с ним строительством. Ишшиаккум был также верховным жрецом (шангу) и военным вождём. Обычно он же занимал и должность укуллу, то есть, видимо, верховного землеустроителя и главы совета старейшин. Этот совет, называемый «домом города», пользовался в Ашшуре значительным влиянием, в его ведении было решение важнейших государственных дел. Члены совета именовали себя «лимму». Каждый из них поочерёдно выполнял в течение года функции управления (под контролем всего совета) и, видимо, возглавлял казначейство. По имени очередного лимму получал своё наименование год.
Постепенно состав совета всё больше замещался людьми, близкими к правителю. С усилением власти правителя значение органов общинного самоуправления падало. Хотя порядок выдвижения лимму сохранился и впоследствии, когда ишшиаккум превратился в настоящего монарха.
В XXIII веке до н. э. вся Северная Месопотамия, в том числе и город Ашшур, оказались под властью могущественного Аккадского царства, которое в начале XXII века до н. э. пало под ударами горного народа кутиев, и Ашшур на некоторое время получил самостоятельность.

## Современное состояние
Развалины Ашшура расположены к югу от города Шергат, в 260 км к северо-западу от Багдада.
Ашшур, входящий в список Всемирного наследия ЮНЕСКО, оказался под угрозой в 2003 году, когда поблизости должно было начаться строительство масштабной плотины: водохранилище могло затопить древний археологический памятник. Проект был остановлен после вторжения в Ирак сил США и их союзников с целью свержения режима Саддама Хусейна весной 2003 года. Боевые действия также поставили под угрозу сохранность памятника.
Территория вокруг древнего города была оккупирована террористической организацией Исламское государство (ИГ) в 2015 году. Боевики приступили к разрушению древних сооружений в Ираке и Сирии. Были разрушены ряд древних памятников, в том числе Хатра, Хорсабад и Нимруд. Возникли опасения, что и Ашшур также может быть уничтожен. Согласно некоторым источникам, цитадель Ашшура была взорвана в мае 2015 года с помощью самодельных взрывных устройств.